# UFC 36
UFC 36: Worlds Collide è stato un evento di arti marziali miste tenuto dalla Ultimate Fighting Championship il 22 marzo 2002 all'MGM Grand Garden Arena di Las Vegas, Stati Uniti.

## Retroscena
È l'ultimo evento in UFC per Pat Miletich, che fu il primo campione dei pesi welter.
L'UFC contava di strappare un contratto con l'allora campione Shooto Anderson Silva per farlo lottare contro Matt Hughes per il titolo dei pesi welter, ma il brasiliano firmò con la Pride e al suo posto l'UFC ingaggiò Hayato Sakurai, rivale proprio di Silva nell'organizzazione Shooto.
Dopo la vittoria del titolo dei pesi massimi Josh Barnett fu trovato positivo ad un test antidoping, e di conseguenza gli venne sottratta la cintura, venne cacciato dall'UFC e il titolo rimase vacante.
L'evento vantava ben nove campioni UFC del passato o del futuro, più tre contendenti al titolo.

## Risultati

### Card preliminare
- Incontro categoria Pesi Welter:  Sean Sherk contro  Jutaro Nakao

Sherk sconfisse Nakao per decisione unanime (30–27, 30–27, 30–27).
- Incontro categoria Pesi Leggeri:  Matt Serra contro  Kelly Dullanty

Serra sconfisse Dullanty per sottomissione (strangolamento triangolare) a 2:58 del primo round.
- Incontro categoria Pesi Massimi:  Frank Mir contro  Pete Williams

Mir sconfisse Williams per sottomissione (elbow lock) a 0:46 del primo round.

### Card principale
- Incontro categoria Pesi Mediomassimi:  Evan Tanner contro  Elvis Sinosic

Tanner sconfisse Sinosic per KO Tecnico (ferita) a 2:06 del primo round.
- Incontro categoria Pesi Medi:  Matt Lindland contro  Pat Miletich

Lindland sconfisse Miletich per KO Tecnico (pugni) a 3:03 del primo round.
- Incontro per il titolo dei Pesi Welter:  Matt Hughes (c) contro  Hayato Sakurai

Hughes sconfisse Sakurai per KO Tecnico (colpi) a 3:01 del quarto round e mantenne il titolo dei pesi welter.
- Incontro categoria Pesi Massimi:  Pedro Rizzo contro  Andrei Arlovski

Rizzo sconfisse Arlovski per KO (pugni) a 1:45 del terzo round.
- Incontro per il titolo dei Pesi Massimi:  Randy Couture (c) contro  Josh Barnett

Barnett sconfisse Couture per KO Tecnico (colpi) a 4:32 del secondo round e divenne il nuovo campione dei pesi massimi.